# Jakob Philipp Fallmerayer

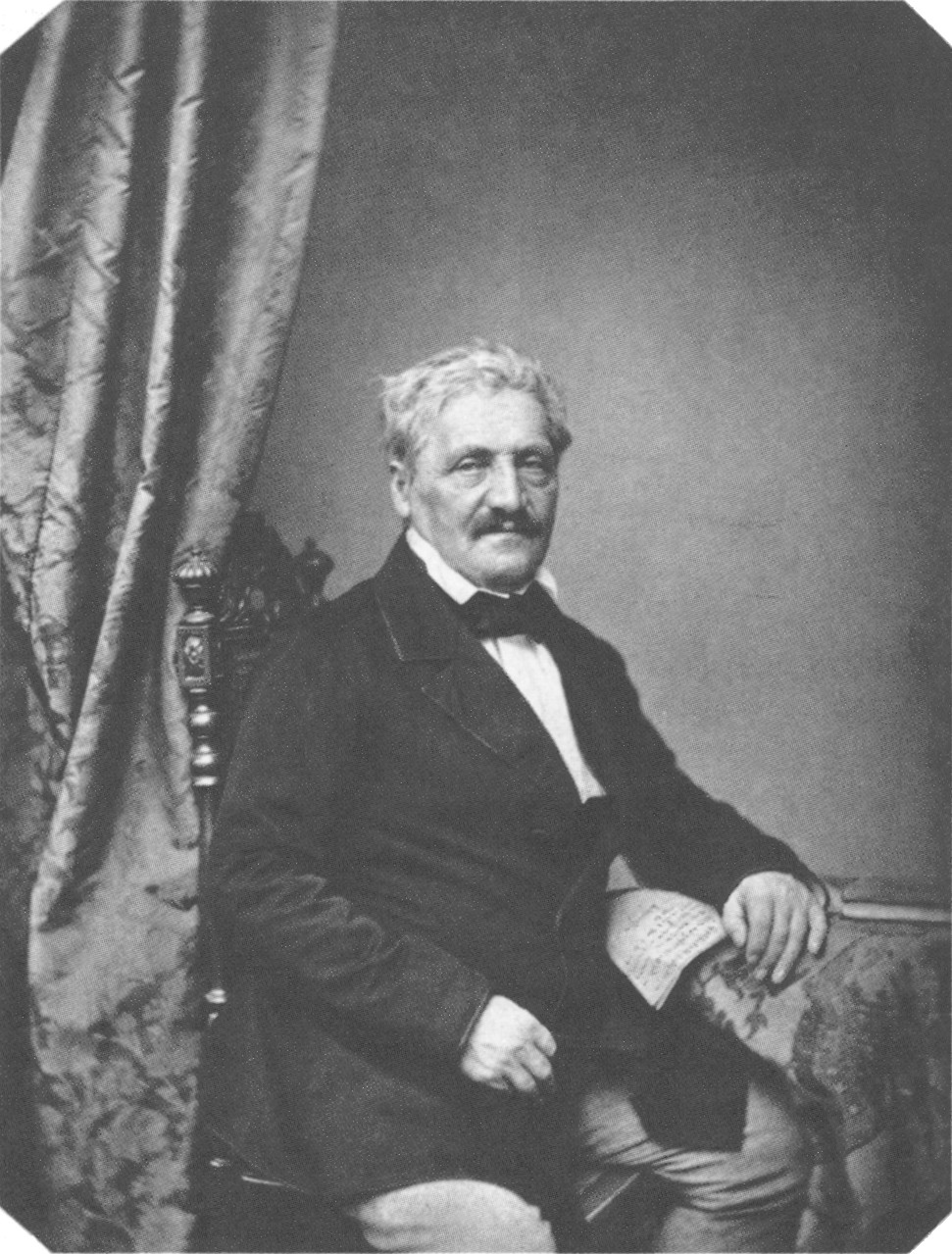
Jakob Philipp Fallmerayer, ca. 1860

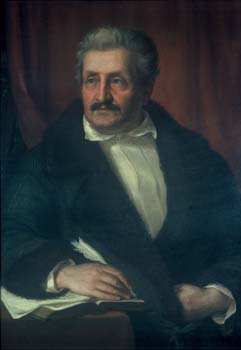
Jakob Philipp Fallmerayer, Ölgemälde aus der Bildergalerie der Bayerischen Akademie der Wissenschaften

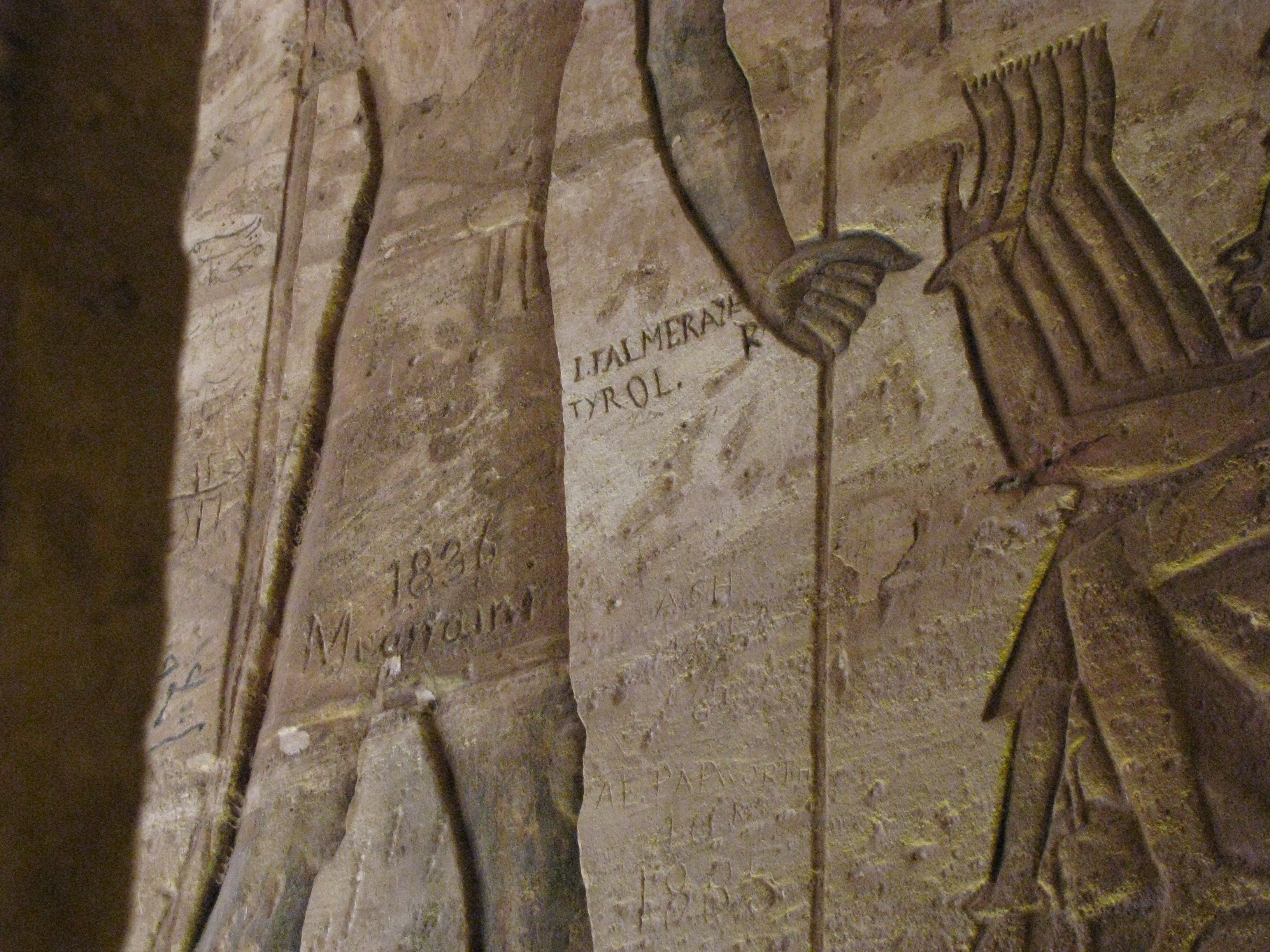
Inschrift von Jakob Philipp Fallmerayer im Großen Tempel von Ramses II, Abu Simbel, Ägypten

Jakob Philipp Fallmerayer (* 10. Dezember 1790 in Pairdorf bei Brixen; † 25. April 1861 in München) war ein Orientalist und Publizist. Bekannt wurde er unter anderem durch seine Forschung als Professor an der Universität München zur Geschichte des Kaisertums Trapezunt. Aufsehen erregte aber vor allem seine unabhängig davon aufgestellte These zur Ethnogenese der modernen Griechen, wonach die antiken Griechen um 600 n. Chr. weitgehend ausgestorben und durch Slawen und Albaner verdrängt worden seien, die sich erst in byzantinischer Zeit hellenisiert hätten.

## Leben
Jakob Philipp Fallmerayer war der Sohn des Tagelöhners und Kleinbauern Johann Fallmerayer und dessen Ehefrau Maria Klammer. Durch ein Stipendium des Brixener Bischofs Karl Franz von Lodron gefördert, konnte Fallmerayer nicht nur seine Schulzeit erfolgreich abschließen, sondern anschließend auch an der Universität Landshut studieren. Nach einem umfassend humanistisch ausgerichteten Studium wechselte Fallmerayer an die Universität Salzburg, um dort bei Albert Nagnzaun orientalische Sprachen zu studieren. Mit 23 Jahren beendete Fallmerayer sein Studium und trat 1813 in die bayerische Armee ein. Nach dem Krieg gegen Frankreich ließ er sich als Privatgelehrter in Lindau nieder. 1818 berief man ihn zum Primärlehrer an das Gymnasium bei St. Anna in Augsburg und drei Jahre später wechselte Fallmerayer in gleicher Position nach Landshut.
1826 betraute man Fallmerayer mit einem Lehrauftrag und ernannte ihn zum Professor für Philologie und Universalhistorie an der Universität München. Diese Professur hatte er bis zu seiner Entlassung 1849 inne. Während dieser Jahre entstand seine viel diskutierte Schrift Geschichte des Kaisertums in Trapezunt (1827), mit der er das Werk Imperii Trapezuntini Historia von Pehr Afzelius fortführte und durch neue Quellen erweiterte. Für diese Veröffentlichung wurde Fallmerayer durch die Königlich Dänische Akademie der Wissenschaften gelobt und sein Werk preisgekrönt. Über den Altphilologen Georg Anton Friedrich Ast lernte Fallmerayer den russischen General Alexander Iwanowitsch Ostermann-Tolstoi kennen und begleitete diesen von 1831 bis 1834 auf dessen Forschungsreise durch Griechenland und den Vorderen Orient.
1834 kehrte Fallmerayer nach München zurück, doch der bezahlte Lehrauftrag wurde ihm entzogen, da sich seine wissenschaftlichen Ansichten nicht mehr mit der allgemeinen Lehrmeinung vereinen ließen. Nach eigenen Aussagen war ihm die 1835 von der Bayerischen Akademie der Wissenschaften angebotene Mitgliedschaft ein großer Trost. Seinen Lebensunterhalt verdiente Fallmerayer nun als Privatdozent und als freier Mitarbeiter der in Augsburg erscheinenden Allgemeinen Zeitung. Unterstützt durch den Chefredakteur Gustav Kolb schrieb Fallmerayer Feuilletons und Essays zu meist politischen Themen, Griechenland und den Vorderen Orient betreffend. Auch stellte er in seinen Artikeln stets die russische Bedrohung dar, indem er den Zaren verdächtigte, die Weltherrschaft anzustreben. In den Jahren 1840/1842 und 1847/1848 bereiste Fallmerayer weitere Male den Vorderen Orient, die Reisen wurden hauptsächlich durch seine Arbeit bei der Augsburger Allgemeinen Zeitung finanziert.
Vom 18. Mai 1848 bis zum Ende des Rumpfparlaments am 18. Juni 1849 war er Abgeordneter der Frankfurter Nationalversammlung für den Wahlkreis München II. Obwohl Fallmerayer sich in diesem Amt nur passiv betätigte, wurde er aufgrund seiner politischen Tätigkeit als Geschichtsprofessor entlassen.
Im Alter von 70 Jahren starb Jakob Philipp Fallmerayer am 25. April 1861 in München.

## Grabstätte

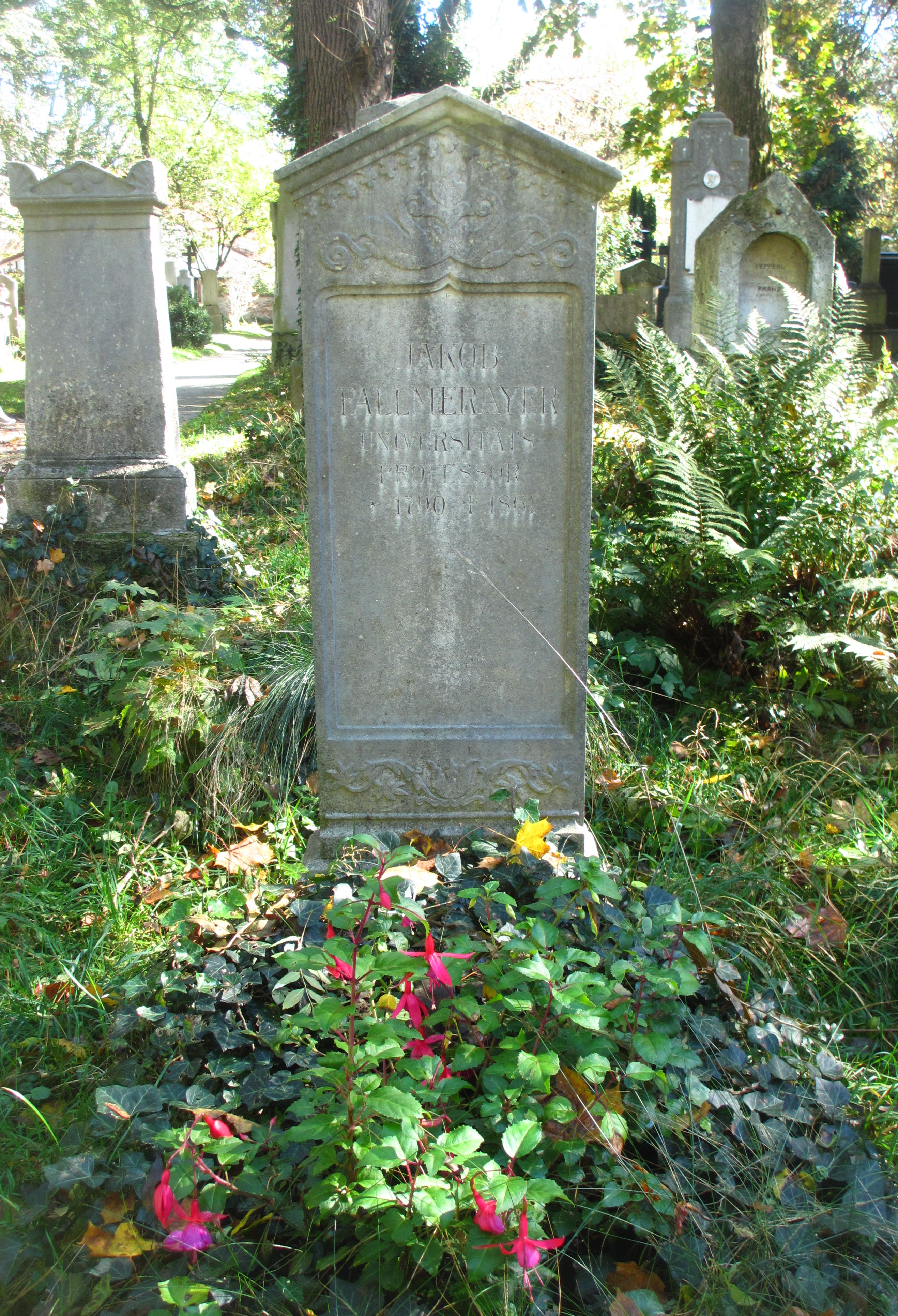
Grab von Jakob Philipp Fallmerayer auf dem Alten Südlichen Friedhof in München

Die Grabstätte von Jakob Philipp Fallmerayer befindet sich auf dem Alten Südlichen Friedhof in München (Gräberfeld 16 – Reihe 11 – Platz 2) Standort.

## Namensgeber für Straßen und Schule
Nach Jakob Fallmerayer wurden Straßen und eine Schule in mehreren Orten benannt:
- in München wurde 1896 im Stadtteil Neuschwabing (Stadtbezirk 4 - Schwabing-West) die Fallmerayerstraße benannt (Erstnennung). Lage [1]
- in Wien wurde 1956 in Wien-Floridsdorf (21. Bezirk) der Fallmerayerweg nach Jakob Fallmerayer benannt Lageplan[2]
- in Innenstadt gibt es eine Fallmerayerstraße[3]
- auch in seiner Geburtsstadt Brixen gibt es eine Fallmerayer-Straße und das nach Jakob Fallmerayer benannte Oberschulzentrum.

Nach Jakob Fallmerayer wurde 1896 in München im Stadtteil Neuschwabing (Stadtbezirk 4 - Schwabing-West) die Fallmerayerstraße benannt (Erstnennung). Lage 

## Werk und Bedeutung
Bekannt wurde Fallmerayer einerseits durch seine ethnogeografischen Arbeiten: Ab 1830 zog er sich vor allem mit seiner umstrittenen These, dass die antiken Griechen im frühen Mittelalter ausgestorben und durch hellenisierte Slawen und Albaner verdrängt worden seien, den Hass von europäischen Philhellenen und griechischen Patrioten zu. Sein wichtigstes Werk ist hingegen seine Geschichte des Kaiserthums Trapezunt, insbesondere weil die spätbyzantinische Geschichte von Trapezunt vor seinen Arbeiten praktisch unerforscht war.
In Deutschland warf man ihm zeitweise panslawistische Propaganda vor. Seine volkskundlichen Werke wurden später aber auch für die balkanpolitische Propaganda der Nationalsozialisten verwendet. Fallmerayers ethnologische Thesen wurden mittlerweile durch genetische Abstammungsforschung widerlegt.
Anderseits gilt Fallmerayer als hervorragender Reiseschriftsteller. Hans Magnus Enzensberger schrieb im Essay, dass es seinesgleichen außer Chamisso und Koeppen unter den Reiseschriftstellern nicht gebe, Hebbel bezeichnete ihn als eine der wenigen echten dramatischen Personen der Literatur und [er] gehöre, so groß die Unterschiede der Natur und der Richtung auch sein mögen, in diesem Hauptpunkte mit Luther, Hamann und Lessing in dieselbe Reihe.

### Fallmerayers These zur Ethnogenese der heutigen Griechen
Das 1830 erschienene Werk Fallmerayers Geschichte der Halbinsel Morea während des Mittelalters löste sehr kontroverse Reaktionen aus; Morea (gr. Μωρέας oder Μωριάς) ist ein alternativer Name der Peloponnes. In dem Werk postulierte Fallmerayer eine einheitliche hellenische Ethnie im antiken Griechenland und stellte anhand slawischer bzw. albanischer Ortsnamen sowie insbesondere aufgrund der umstrittenen Chronik von Monemvasia die These auf, dass die antiken Griechen in den Jahrzehnten nach 600 völlig ausgerottet worden seien. Wörtlich schrieb er:
„Das Geschlecht der Hellenen ist in Europa ausgerottet. […] Denn auch nicht ein Tropfen ächten und ungemischten Hellenenblutes fließet in den Adern der christlichen Bevölkerung des heutigen Griechenlands.“
Mit der sich daraus ergebenden Folgerung, die Bewohner des griechischen Staates in den Grenzen von 1830 seien gar keine Nachfahren der antiken Griechen, sondern im Mittelalter unter byzantinischer Herrschaft hellenisierte Slawen und Albaner, hatte Fallmerayer die Philhellenen Westeuropas und griechische Patrioten gleichermaßen verärgert. Die Griechen hatten zu dieser Zeit gerade erst begonnen, sich nicht mehr als Rhomäer, sondern als Hellenen zu verstehen; Fallmerayers Buch war also ein Frontalangriff auf die Bestrebungen, nach Jahrhunderten unter osmanischer Herrschaft durch Bezugnahme auf die Antike eine moderne griechische Identität herauszubilden, und erregte deshalb große Wut. Eine Übersetzung seiner umstrittenen Thesen ins Griechische kam daher nicht vor den 1980er Jahren zustande. Griechische Gelehrte des 19. und 20. Jahrhunderts postulierten stattdessen eine ungebrochene Kontinuität der griechischen Kultur seit vorchristlicher Zeit, besonders Konstantinos Paparrigopoulos († 1891) und Konstantin Sathas. Im Gegensatz zu Fallmerayer vertrat Sathas die heute ebenfalls als widerlegt geltende Meinung, dass es in Mittelgriechenland und auf der Peloponnes überhaupt keine Slawen gegeben habe.
Die These, dass die antiken Griechen im Mittelalter völlig ausgerottet worden seien, relativierte Fallmerayer selbst in seinem 1845 herausgegebenen Werk Fragmente aus dem Orient. Darin sprach Fallmerayer immerhin den antiken Griechen am Schwarzen Meer eine Kontinuität zum griechischen Mittelalter zu. Zwar äußerte er auch hier seine Enttäuschung, niemanden unter ihnen vorgefunden zu haben, der seinem Idealbild eines gebildeten griechischen Byzantiners entsprach, nannte sie aber „byzantinische Griechen“ und ihre Sprache „Matschuka-Griechisch“ (nach dem Ort Maçka, griech. Ματσούκα), wobei es sich vermutlich um eine Variante des pontischen Griechischen handelt. In einer für Fallmerayers Texte typischen, romanhaften Bezugnahme auf die hellenische Zeit bescheinigte er ihnen daneben die „schattige Miene der Kolchier“.
„Auf die Frage, was es zu essen gebe, kam die trostreiche Antwort: ἔχομεν ἀπ’ ὅλα ‚bei ihm finde man alles.‘ […] Man kann es nicht oft genug wiederholen, der byzantinische Grieche ist in Allem das Gegentheil von uns, er ist hart gegen sich und gefühllos gegen den Nebenmenschen wie gegen das Thier. […] Sie grüßten auf Griechisch, waren Christen und dienten der Patronin ihres Thales, der Panagia von Sumelas.“
Den meisten Gelehrten gilt heute Fallmerayers These, auch in der von ihm selbst relativierten Form, als zu extrem, wenngleich sie auf einen zutreffenden historischen Kern verweise. A. Hohlweg hierzu:
„Seine Theorie ist ja nicht gänzlich falsch, d. h. sie enthält einen historischen Kern. Nur die Verallgemeinerung und Verabsolutierung, an welcher Fallmerayer so hartnäckig festgehalten hat, ist falsch. Zwar hat es Slaveneinfälle in Griechenland und auf der Peloponnes gegeben, aber nicht in dem Maße und auch nicht mit den Konsequenzen, wie Fallmerayer das behauptet hat.“

### Historischer Kontext und Rezeption
Das antike Griechenland hatte für viele europäische Kulturen seit dem Römischen Reich eine idealisierende kulturelle und zivilisatorische Vorbildfunktion. Das christlich-orthodoxe, „slawische“ Russische Reich dagegen wirkte seit seinem Sieg über Napoléon Bonaparte für das liberalen Gedanken offenere Westeuropa eher unheimlich und bedrohlich. Was die Aufstände gegen das Osmanische Reich betraf, richtete sich die Aufmerksamkeit Westeuropas daher vor allem auf den einzigen nicht slawischen Brückenkopf im Reich der Türken, auf Griechenland. Gegen Fallmerayer erhob sich deshalb sofort Widerstand von Intellektuellen auch aus Deutschland (Karl Hopf) oder Österreich (Bartholomäus Kopitar). Auch der bayerische Philologe Friedrich Thiersch rechtfertigte die Griechische Revolution.
Die innige Beziehung vieler Deutscher zur altgriechischen Kultur illustriert die überschwängliche Bemerkung des deutschen Philhellenen Carl Icken: „Waren nicht ihre [der modernen Griechen] Urahnen auch unsere Väter in Gesinnung und in Ausübung der Tugend, in Worten und Werken, nicht auch unsere Ahnen in der Wissenschaft, nicht unsere Muster in der Poesie, unsere Lehrmeister in der Kunst; sind sie nicht noch jeden Augenblick Erzieher unserer Jugend, Bildner unseres Zartgefühls, Richtschnur für den Denker, Führer und Geleit dem Schriftsteller und dem Volkslehrer, Richtscheit für den Geschmack, Kompass und Leisten im Gebiet der Wahrheit, des Wissens und Empfindens?“
Einerseits wurde Fallmerayer als Panslawist betrachtet, andererseits wurde er später von den Nationalsozialisten instrumentalisiert, die mit seinen Thesen zu begründen suchten, warum sie trotz ihrer offenkundigen Bewunderung für die alten Griechen die griechische Bevölkerung nach der Besetzung des Landes drangsalierten. Nach dem Zweiten Weltkrieg galt seine als „slawische Überfremdung“ interpretierte These an den Universitäten der westlichen Welt als widerlegt.
Es ist interessant zu sehen, dass schon zu Lebzeiten Fallmerayers versucht wurde, seiner umstrittenen These die Spitze zu nehmen und die Diskussion zu beruhigen. So bemühte sich der ebenfalls in München tätige Ernst Anton Quitzmann, der Athen im Oktober 1846 besuchte, die Vorstellung, nur ein „reines, unvermischtes“ Volk könne der Grundlage zu einer Nation dienen, zu entkräften, womit er sich gegen den „Hellenenvollblut-Gedanken“ aussprach, den man in Griechenland „hartnäckig“ vertrete. Er plädierte damit aber weniger für eine Richtigkeit der Thesen Fallmerayers, sondern vor allem gegen einen Nationalismus, der sich auf die Idee eines unvermischten Volkes gründet: „… die Griechen werden sich überzeugen, daß wir Abendländer nicht so klein denken, bloß am Namen zu kleben, sondern jedes neuerwachende Volksthum ehren und schützen. Anderseits liegt ja für Völker nichts Ehrenrühriges darin, aus der Mischung verschiedener Stämme entsprungen zu seyn. Wer weiß denn, wo die Wurzel der Stammvölker zu suchen sey? Doch nicht in der mosaischen Völkertafel? Und wird Jemand Franzosen, Italiener, Spanier weniger achten, weil sie anerkannte Mischvölker sind?“

## Schriften (Auswahl)
- Geschichte des Kaisertums von Trapezunt. Weber, München 1827 (Digitalisat).
- Geschichte der Halbinsel Morea während des Mittelalters. Ein historischer Versuch, 2 Teile, Cotta, Stuttgart/Tübingen 1830 (Teil 1), 1836 (Teil 2)
  - Erster Teil: Untergang der peloponnesischen Hellenen und Wiederbevölkerung des leeren Bodens durch slavische Volksstämme (Stuttgart und Tübingen 1830) (Digitalisat Teil 1)
  - Zweiter Teil: Morea, durch innere Kriege zwischen Franken und Byzantinern verwüstet und von albanesischen Colonisten überschwemmt, wird endlich von den Türken erobert. Von 1250 – 1500 nach Christus (Stuttgart und Tübingen 1836) (Digitalisat Teil 2)
- Fragmente aus dem Orient, 2 Teile, Cotta, Stuttgart/Tübingen 1845 (Digitalisat Teil 1, Digitalisat Teil 2).
  - Moderne Neuausgabe: Edition Raetia, Bozen 2013, ISBN 978-88-7283-354-4.
- Das albanesische Element in Griechenland. Verlag der k. Akademie, München 1857 (Teil 1), 1860 (Teil 2) (Digitalisat Teil 1, Digitalisat Teil 2).
- Neue Fragmente aus dem Orient. Engelmann, Leipzig 1861 (Digitalisat).
- Der Heilige Berg Athos (1908, aus Fragmente aus dem Orient. Zweiter Band)
  - Neuausgabe: Hagion-Oros oder der heilige Berg Athos. Edition Raetia, Bozen 2002, ISBN 88-7283-174-1.
- Hans Feigl, Ernst Molden (Hrsg. und eingel.): Schriften und Tagebücher. Fragmente aus dem Orient. Neue Fragmente. Politisch-historische Aufsätze. Tagebücher. 2 Bände, G. Müller, München u. a. 1913.

## TV-Dokumentation
- Peter Prestel, Rudolf Sporrer: Jakob Philipp Fallmerayer. Dreimal Orient und zurück. Bayerisches Fernsehen, Erstausstrahlung 2004.